# Театр на Трубной
Театр на Тру́бной — драматический театр, созданный в 1989 году в Москве.

## История
Театр открылся спектаклем Иосифа Райхельгауза «Пришёл мужчина к женщине», премьера которого состоялась 27 марта 1989 года. Спектакль не прошёл незамеченным, был удостоен премий за режиссуру, лучшую мужскую (Альберт Филозов) и лучшую женскую (Любовь Полищук) роли.
В конце того же года театр получил в своё распоряжение здание на Трубной площади (ул. Неглинная, дом 29/14), в далёком прошлом — ресторан «Эрмитаж». В этом здании, в зале на 380 мест, театр давал свои спектакли с 1990 года. В 1991 году состоялись первые зарубежные гастроли «Школы современной пьесы» — в Израиле. В 1995 году театр гастролировал в Дюссельдорфе, Кёльне, Бонне и Люксембурге; совершил большое турне по США со спектаклем «А чой-то ты во фраке?».
В 1998 году спектаклем Иосифа Райхельгауза «Любовь Карловны» была открыта малая сцена театра — «Зимний сад» с залом примерно на 200 мест.
В разное время в театре «Школа современной пьесы» работали актёры Михаил Глузский, Алексей Петренко, Любовь Полищук, Ольга Яковлева, Лев Дуров, Армен Джигарханян, Мария Миронова; спектакли ставили Сергей Юрский, Михаил Козаков, Станислав Говорухин и многие другие режиссёры.
3 ноября 2013 года в здании театра на улице Неглинной произошел пожар, вследствие чего спектакли театра игрались на сценах Дома культуры имени Серафимовича и Дома культуры «Кросна».
25 января 2019 года восстановленное историческое здание открылось гала-импровизацией «Труба зовёт».
29 июня 2022 года стало известно об увольнении Иосифа Райхельгауза с поста художественного руководителя «Школы современной пьесы». Решение было вынесено департаментом культуры г. Москвы. В первую очередь отставку Райхельгауза связывают с его отношением к вторжению России на Украину.
29 июня 2022 года художественным руководителем театра назначен режиссёр Дмитрий Астрахан.
В 2023 году театр переименован в «Театр на Трубной».
Знаковым спектаклем театра является "На Трубе", этот иммерсивный спектакль знакомит гостей со всем зданием театра, которое имеет разнообразную историю, также спектакль знакомит абсолютно со всей труппой театра, все актеры задействованы в спектакле.

## Репертуар

### Школа современной пьесы
- 1989 — «Пришел мужчина к женщине» Семёна Злотникова; режиссёр Иосиф Райхельгауз. Спектакль оставался в репертуаре до 2008 года и был сыгран 500 раз.
- 1990 — «Поджигатель» Валерия Шашина; режиссёр Михаил Али-Хусейн
- — «А чой-то ты во фраке», сочинение для драматических артистов Дмитрия Сухарева по «Предложению» А. П. Чехова; режиссёр Иосиф Райхельгауз, композитор Сергей Никитин
- 1993 — «Все будет хорошо, как вы хотели» Семёна Злотникова; режиссёр Иосиф Райхельгауз
- 1993 — «По поводу обещанного масла» по песням Сергея Никитина; режиссёр Иосиф Райхельгауз
- 1994 — «Уходил старик от старухи» Семёна Злотникова; режиссёр Иосиф Райхельгауз
- 1994 — «Без зеркал» Николая Климонтовича; режиссёр Иосиф Райхельгауз
- 1994 — «Стулья» Эжена Ионеско; режиссёр Сергей Юрский
- 1995 — «Миссис Лев» Сергея Коковкина; режиссёр Борис Морозов
- 1995 — «Антигона в Нью-Йорке» Януша Гловацкого; режиссёр Леонид Хейфец
- 1995 — «Последняя лента Креппа» Сэмюэля Беккета; режиссёр Крикор Азарян
- 1997 — «…С приветом, Дон-Кихот!», сочинение для сцены Виктора Коркия, Александра Лаврина, Иосифа Райхельгауза, Валерии Березиной; режиссёр Иосиф Райхельгауз
- 1998 — «Любовь Карловны» Ольги Мухиной; режиссёр Иосиф Райхельгауз
- 1998 — «Антон Чехов. Чайка»; режиссёр Иосиф Райхельгауз
- 1998 — «Ничего особенного»; режиссёр Виктор Шамиров
- 1999 — «Затерянные в раю»; режиссёр Виктор Шамиров
- 1999 — «Записки русского путешественника» Евгения Гришковца; режиссёр Иосиф Райхельгауз
- 2000 — «Как я съел собаку» Евгения Гришковца; режиссёр Евгений Гришковец
- 2000 — «Одновременно» Евгения Гришковца; режиссёр Евгений Гришковец
- 2001 — «Прекрасное лекарство от тоски» Семёна Злотникова; режиссёр Иосиф Райхельгауз
- 2002 — «Событие» Владимира Набокова; режиссёр Франсуа Роше (Швейцария)
- 2002 — «Вредные советы» Григория Остера; режиссёр Андрей Андреев
- 2003 — «Кремль, иди ко мне» Алексея Казанцева; режиссёр Борис Мильграм
- 2004 — «Па-де-де» Татьяны Москвиной; режиссёр Станислав Говорухин
- 2004 — «Чайка. Настоящая оперетка» Вадима Жук и Александра Журбина по пьесе А. П. Чехова; режиссёр Иосиф Райхельгауз
- 2005 — «Мосты и радуги» Танкреда Дорста; режиссёр Саид Багов
- 2005 — «Люди древнейших профессий» Дмитрия Привалова; режиссёр Михаил Угаров
- 2005 — «Хранитель тишины. Неожиданное» Фабриса Мелькио; режиссёр Франк Бертье (Франция)
- 2006 — «Своими словами»; автор спектакля Иосиф Райхельгауз
- 2006 — «Твердые бытовые отходы»; режиссёр Михаил Али-Хусейн
- 2007 — «Ниоткуда с любовью», по произведениям Иосифа Бродского; режиссёры Михаил Козаков и Владимир Качан
- 2007 — «Любовь в раю» Андрея Максимова; режиссёр Андрей Максимов
- 2007 — «2х2=5» Ксении Степанычевой; режиссёры Ольга Гусилетова и Альберт Филозов
- 2008 — «Пришел мужчина к женщине. Новая версия» Семёна Злотникова; режиссёр Иосиф Райхельгауз
- 2008 — «Москва. Психо»; авторский спектакль Андрия Жолдака
- 2009 — «Звездная болезнь»; автор спектакля Иосиф Райхельгауз[9]
- 2009 — «Дом» Евгения Гришковца и Анны Матисон; режиссёр Иосиф Райхельгауз
- 2010 — «Русское горе» Вадима Жука и Сергея Никитина, игра с комедией «Горе от ума» А. С. Грибоедова; режиссёр Иосиф Райхельгауз
- 2011 — «Геймеры» Льва Наумова (по пьесе «Однажды в Маньчжурии»); режиссёр Ольга Смирнова[10]
- 2011 — «Медведь» Дмитрия Быкова; режиссёр Иосиф Райхельгауз
- 2012 — «Снег» Гарри Гордона; режиссёр Александр Гордон
- 2012 — «Вальс одиноких» Семёна Злотникова; режиссёр Семён Злотников
- 2012 — «Подслушанное, подсмотренное, незаписанное»; авторы спектакля Евгений Гришковец и Иосиф Райхельгауз
- 2013 — «Лондонский треугольник» Александра Углова; режиссёры Дмитрий Астрахан, Владимир Рубанов
- 2013 — «Спасти камер-юнкера Пушкина» Михаила Хейфеца; автор спектакля Иосиф Райхельгауз, режиссёр Валерия Кузнецова
- 2013 — «(Самый) легкий способ бросить курить» Михаила Дурненкова; режиссёры: Валерий Караваев, Филипп Лось
- 2014 — «Последний ацтек» Виктора Шендеровича; режиссёр Иосиф Райхельгауз
- 2014 — «В поисках волшебства» Михаила Хейфеца; режиссёры: Евгений Кочетков, Александр Цой
- 2014 — «Здесь живёт Нина» Полины Бородиной; режиссёр Евгений Кочетков
- 2014 — «УИК ЭНД» Евгения Гришковца и Анны Матисон; режиссёр Иосиф Райхельгауз
- 2015 — «Молоток» Павла Павлова; режиссёр Павел Макаров
- 2015 — «Дурочка и зэк» Владимира Лидского; режиссёр Виктория Печерникова
- 2015 — «Монологи городов» Коллективная поэма; руководитель проекта Иосиф Райхельгауз; режиссёр Евгений Кочетков
- 2015 — «Часовщик» Игоря Зубкова; режиссёр Иосиф Райхельгауз
- 2016 — «Пока наливается пиво»; спектакль-импровизация; авторы: Евгений Гришковец, Иосиф Райхельгауз
- 2016 — «Шинель/Пальто» авторы спектакля Николай Гоголь, Вадим Жук, Максим Дунаевский; автор спектакля Иосиф Райхельгауз
- 2016 — «Prank» Виктора Алексеева; режиссёр Никита Бетехтин
- 2017 — «Мышонок-суперсыщик» Елены Коллеговой; режиссёр Олег Долин
- 2019 — «На Трубе» по сценарию Екатерины Кретовой; автор спектакля Иосиф Райхельгауз
- 2019 — «Солнечная линия» Ивана Вырыпаева; режиссёр Алина Кушим
- 2019 — «Тот самый день» Ярославы Пулинович; режиссёр Денис Азаров
- 2019 — «Ганди молчал по субботам» Анастасии Букреевой; режиссёр Филипп Гуревич
- 2020 — «Фаина. Эшелон» Фаина Райхельгауз; режиссёр Иосиф Райхельгауз
- 2020 — «Все тут» идея, композиция, постановка Дмитрия Крымова
- 2020 — «Толстого нет» Ольги Погодиной-Кузьминой; режиссёр Александр Сазонов
- 2020 — «Непьеса на двоих» Елены Исаевой и Фарида Нагима; режиссёр Александр Онищенко
- 2021 — «Авиатор» по роману Евгения Водолазкина; режиссёр Алина Кушим
- 2021 — «Задняя часть слона» Андрея Райкина; режиссёр Иосиф Райхельгауз
- 2021 — «Бешеный хворост» Олега Маслова; режиссёр Иосиф Райхельгауз
- 2021 — «Степь. Чехова» режиссёр Александр Цой
- 2022 — «Отщепенцы» Александры Фоминой; режиссёр Галина Зальцман
- 2022 — «Ангелы вышли покурить» Олега Маслова; режиссёр Иосиф Райхельгауз

### Театр на Трубной
- 2023 — Женское счастье Екатерины Кретовой и Михаила Барщевского; режиссёр Мария Федосова
- 2023 — Час тишины по пьесе Флориана Зеллера; режиссёры Дмитрий Астрахан и Илья Макаров
- 2023 — Семейный шкаф и его обитатели по пьесе "Выживание" Орена Сафди; режиссёр Роман Самгин
- 2023 — Красавец мужчина по пьесе Александра Островского; режиссёр Дмитрий Астрахан
- 2023 — АСАДОВ. Слепой поэт, который видел сердцем режиссура и сценарий Владимира Глазунова и Ольги Константину
- 2023 — Тётка Чарлея по пьесе Брэндона Томаса; режиссёры Дмитрий Астрахан и Илья Макаров
- 2023 — Безумные влюблённые по пьесе Лопе де Вега; режиссёры Максим Иванов и Марина Ведяскина
- 2024 — Однажды по мотивам пьесы "Интервью" Александра Углова; авторы спектакля Роза Хайруллина, Евгений Козлов и Юлия Галкина
- 2024 — Мой дом - твой дом Иана Огилви; режиссёр Иван Мамонов
- 2024 — Чужой ребёнок Василия Шкваркина; режиссёр Роман Самгин
- 2024 — Дама с камелиями Александра Дюма; режиссёр Дмитрий Астрахан

## Сегодняшний день театра
С момента основания театра его художественным руководителем являлся Иосиф Райхельгауз. Однако 30 июня 2022 года Департамент культуры г. Москвы объявил о «непродлении контрактов» с некоторыми руководителями театров в городе. В этот список попал и Иосиф Райхельгауз. В последние годы театр всё чаще обращается к пьесам молодых российских драматургов; спектакли на сцене «Школы современной пьесы» ставят как опытные мастера, в том числе зарубежные, так и молодые режиссёры. Новым художественным руководителем был назначен Дмитрий Астрахан. Во время собрания с труппой и коллективом театра 9 сентября 2022 года он объявил о смене вектора развития театра. Новый художественный руководитель анонсировал «поворот к классике», объясняя это необходимостью «профессионального роста актеров».
Театр по-прежнему много гастролирует, как в России, так и за рубежом, регулярно участвует в отечественных и зарубежных театральных фестивалях.
В период с 2018 года по 2019 год театр имел свой филиал в Европе. 1 декабря 2018 года в Российском доме культуры прошла премьера спектакля «Спасти камер-юнкера Пушкина». Эксперимент продлился чуть больше года и последними, сыгранными на берлинской сцене, спектаклями стали "Последний ацтек" и "Ганди молчал по субботам". Иосиф Райхельгауз имел планы открыть подобный филиал в Париже, но вмешалась пандемия коронавируса, и они не были воплощены.
Театр по-прежнему проводит собственный конкурс русскоязычной драматургии "Действующие лица". Этот проект реализуется при сотрудничестве с РГБИ.

### Текущий репертуар
- 2002 — «Вредные советы» Григория Остера; режиссёр Андрей Андреев. Спектакль сыгран более 700 раз[1].
- 2012 — «Подслушанное, подсмотренное, незаписанное» Евгения Гришковца; режиссёр Иосиф Райхельгауз
- 2013 — «Лондонский треугольник» Александра Углова; режиссёры Дмитрий Астрахан, Владимир Рубанов
- 2013 — «Спасти камер-юнкера Пушкина» Михаила Хейфеца; режиссёр Валерия Кузнецова
- 2015 — «Дурочка и зэк» Владимира Лидского; режиссёр Виктория Печерникова
- 2016 — «Шинель/Пальто» Николая Гоголя и Вадима Жука; режиссер Иосиф Райхельгауз
- 2019 — «На Трубе» иммерсивный спектакль; режиссер Иосиф Райхельгауз
- 2020 — «Фаина. Эшелон»; режиссер Иосиф Райхельгауз
- 2021 — «Авиатор» по роману Евгения Водолазкина; режиссёр Алина Кушим
- 2023 — Женское счастье Екатерины Кретовой и Михаила Барщевского; режиссёр Мария Федосова
- 2023 — Час тишины по пьесе Флориана Зеллера; режиссёры Дмитрий Астрахан и Илья Макаров
- 2023 — Семейный шкаф и его обитатели по пьесе "Выживание" Орена Сафди; режиссёр Роман Самгин
- 2023 — Красавец мужчина по пьесе Александра Островского; режиссёр Дмитрий Астрахан
- 2023 — АСАДОВ. Слепой поэт, который видел сердцем режиссура и сценарий Владимира Глазунова и Ольги Константину
- 2023 — Тётка Чарлея по пьесе Брэндона Томаса; режиссёры Дмитрий Астрахан и Илья Макаров
- 2023 — Безумные влюблённые по пьесе Лопе де Вега; режиссёры Максим Иванов и Марина Ведяскина
- 2024 — Однажды по мотивам пьесы "Интервью" Александра Углова; авторы спектакля Роза Хайруллина, Евгений Козлов и Юлия Галкина
- 2024 — Мой дом - твой дом Иана Огилви; режиссёр Иван Мамонов
- 2024 — Чужой ребёнок Василия Шкваркина; режиссёр Роман Самгин
- 2024 — Дама с камелиями Александра Дюма; режиссёр Дмитрий Астрахан

## Бывшие актёры театра
- Алла Балтер
- Анжелика Волчкова
- Эммануил Виторган
- Михаил Глузский
- Александр Гордон
- Людмила Гурченко
- Евгений Дворжецкий
- Армен Джигарханян
- Лев Дуров
- Владимир Качан
- Евгений Князев
- Михаил Козаков
- Георгий Мартиросьян
- Мария Миронова
- Любовь Полищук
- Людмила Полякова
- Владимир Стеклов
- Валентина Талызина
- Наталья Тенякова
- Александр Филиппенко
- Альберт Филозов
- Нина Шацкая
- Сергей Юрский
- Ольга Яковлева
- Алексей Петренко
- Александр Цой